# Magoúla
Magoúla (grec moderne : Μαγούλα) est un village de Grèce, situé en Laconie entre Sparte et Mistra. Il appartient depuis le programme Kallikratis au dème de Sparte dont il fut la capitale de 1835 à 1845, avant de s'en séparer de 1912 à 2010.
Autrefois séparée de Sparte, Magoúla est désormais intégrée à la ville et en est devenue un faubourg.